# Campeonato Mundial de Ginástica Rítmica de 2010
O XXX Campeonato Mundial de Ginástica Rítmica foi disputado entre os dias 19 e 26 de setembro de 2010, no Olympiysky Sports Complex, na cidade de Moscou, Rússia. A competição é organizada pela Federação Internacional de Ginástica (FIG).

## Medalhistas
| Evento                      | Ouro                                                                     | Ouro    | Prata                                                                                       | Prata   | Bronze                                                          | Bronze  |
| Competição por equipes      |                                                                          |         |                                                                                             |         |                                                                 |         |
| Equipes detalhes            | RUS Rússia Evgenia Kanaeva Daria Kondakova Daria Dmitrieva Yana Lukonina | 284.925 | BLR Bielorrússia Melitina Staniouta Hanna Rabtsava Liubou Charkashyna Aliaksandra Narkevich | 269.700 | AZE Azerbaijão Aliya Garayeva Anna Gurbanova Samira Mustafayeva | 265.225 |
| Finais individuais          |                                                                          |         |                                                                                             |         |                                                                 |         |
| Individual geral detalhes   | RUS Evgenia Kanaeva                                                      | 116.250 | RUS Daria Kondakova                                                                         | 113.825 | BLR Melitina Staniouta                                          | 110.350 |
| Corda detalhes              | RUS Daria Kondakova                                                      | 28.750  | RUS Evgenia Kanaeva                                                                         | 28.600  | BLR Melitina Staniouta                                          | 27.650  |
| Arco detalhes               | RUS Evgenia Kanaeva                                                      | 29.200  | RUS Daria Kondakova                                                                         | 28.900  | AZE Aliya Garayeva                                              | 27.675  |
| Bola detalhes               | RUS Evgenia Kanaeva                                                      | 28.700  | RUS Daria Dmitrieva                                                                         | 28.650  | AZE Aliya Garayeva                                              | 27.550  |
| Fita detalhes               | RUS Daria Dmitrieva                                                      | 28.825  | RUS Daria Kondakova                                                                         | 28.750  | AZE Aliya Garayeva                                              | 28.050  |
| Grupos                      |                                                                          |         |                                                                                             |         |                                                                 |         |
| Grupos detalhes             | ITA Itália                                                               | 55.525  | BLR Bielorrússia                                                                            | 54.800  | RUS Rússia                                                      | 52.425  |
| 5 arcos detalhes            | RUS Rússia                                                               | 27.975  | ITA Itália                                                                                  | 27.875  | BUL Bulgária                                                    | 27.100  |
| 3 fitas + 2 cordas detalhes | RUS Rússia                                                               | 28.050  | ITA Itália                                                                                  | 27.900  | BLR Bielorrússia                                                | 27.150  |

## Quadro de medalhas
| Ordem | País         |   |   |   |    |
| 1     | Rússia       | 8 | 5 | 1 | 14 |
| 2     | Itália       | 1 | 2 |   | 3  |
| 3     | Bielorrússia |   | 2 | 3 | 5  |
| 4     | Azerbaijão   |   |   | 4 | 4  |
| 5     | Bulgária     |   |   | 1 | 1  |